# Alois Fabián
Vojín Alois Fabián, (12. června 1895 Nedomice – 22. října 1918 zajatecký tábor Giessen) byl český voják, příslušník dobrovolnické roty Nazdar v rámci francouzské Cizinecké legie během první světové války ve Francii. Zahynul na následky zranění v německém zajetí na západní frontě, čímž se stal posledním padlým příslušníkem československých legií na západním válčišti.

## Život

### Mládí
Narodil se v obci Nedomice v rodině řeznického mistra Aloise Fabiána a jeho manželky Marie, rozené Svačinové. Posléze odešel za prací do Paříže, kde byl v kontaktu s místní krajanskou komunitou.

### Rota Nazdar
Dne 28. července 1914, když Rakousko-Uhersko vyhlásilo válku Srbsku. Fabián se rozhodl nevrátit se do vlasti a bojovat za nenáviděné Rakousko a mezi prvními se s ostatními, zejména pařížskými Čechy, přihlásil do roty Nazdar. Ta vznikla 31. srpna 1914 v rámci Cizinecké legie z iniciativy zástupců francouzské pobočky Sokola a sociálně-demokratického spolku Rovnost. O vznik jednotky se zasadili zejména malíř František Kupka, Ernest Denis a jeho zeť a pozdější první československý důstojník Václav Dostal, opírající se o myšlenku vzniku samostatného Československa prosazovanou exilovou skupinou Tomáše Garrigue Masaryka, Edvarda Beneše a Milana Rastislava Štefánika.

### Frontové nasazení

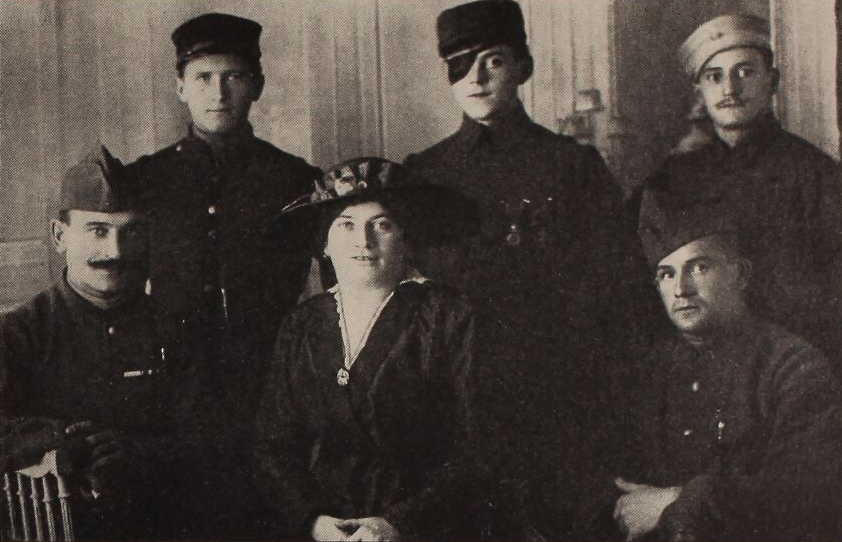
Setkání Marie Čermákové se zotavujícími se členy roty Nazdar (Fabián stojící vpravo)

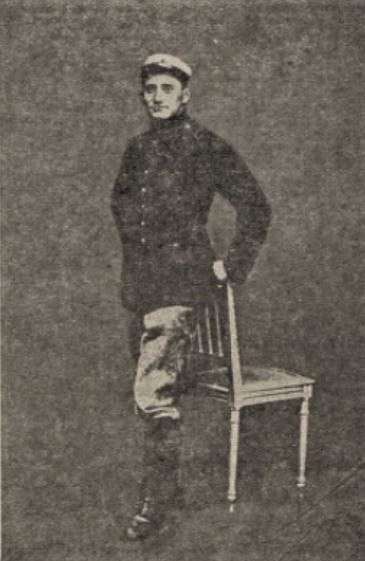
Alois Fabián (Legionářská stráž 1935)

Výcvik rota absolvovala v Bayonne, k bojovému nasazení byla odeslána v říjnu 1914 do kraje Champagne poblíž Remeše. Březovský je uváděn jako jeden z nejpříkladnějších vojáků, v rotě byl známým benjamínkem, nejmladším bojujícím v celé jednotce. Spřátelil se zde mj. s Karlem Bezdíčkem, praporečníkem roty Nazdar, či náčelníkem pařížského Sokola Josefem Pultrem.
Frontu se v té době podařilo stabilizovat a rota Nazdar žila běžným zákopovým životem. V dubnu 1915 byla jednotka převelena do oblasti Artois, kde francouzská armáda připravovala ofenzivu a marocká divize měla být nasazena na jejím útočném hrotu. Cílem legionářů se stalo dobytí strategické vyvýšené kóty 140 poblíž Vimy. V říjnu 1915 se během bitvy u Arrasu s jednotkou zúčastnil těžkých bojů o kótu 140 u vesnice blízké vesnici Neuville-Saint-Vaast, při které rota utrpěla těžké ztráty, mj. padl Dostal, Bezdíček, Pultr a další. Rota Nazdar po tomto nasazení přestala formálně existovat a její zbylí členové byli zařazeni do jiných jednotek.

### Zajetí
Na začátku roku 1918 se pak přihlásil do samostatné jednotky československých dobrovolníků, se kterými byl odeslán na frontu do oblasti Friley. Následně pak byla jednotka přesunuta k Grandvilliers, kde se měla zúčastnit velkého spojeneckého útoku francouzské a britské armády a postupu na Amiens.
26. dubna 1918 zaútočila Fabiánova jednotka na dobře opevněné německé zákopy u lesíku Bois d'Hangard, kde utrpěla těžké ztráty – padlo zde 18 Čechoslováků. Fabián byl při útoku těžce raněn do břicha a zůstal ležet na bojišti. Byl nalezen a ošetřen německými zdravotníky a odeslán do zajateckého tábora u města Giessen v Hesensku, kde se ze svého těžkého zranění léčil.
Jako řada jiných čs. legionářů na západní frontě, udržoval korespondenční kontakt s Marií Čermákovou, pařížskou Češkou, mecenáškou a psychickou oporou vojáků, a také Fabiánovou vlastní tetou. S tou si přes korespondenční službu Červeného kříže vyměnil ze zajetí několik dopisů.

### Úmrtí
Alois Fabián zemřel na následky svých bojových zranění 22. října 1918 v nemocnici zajateckého tábora Giessen, kde byl pohřben na zajateckém hřbitově. Byl poslední československou obětí západního bojiště.

### Po smrti
Jeho jméno je uvedeno na památníku padlých ve světové válce na návsi v Nedomicích. Po roce 2000 mu byla na domě v Nedomicích, kde žil, odhalena pamětní deska.